# 黄英 (1968年)
黄英（1968年—），女，原籍宁波，生于上海，中国女高音歌唱家。现住美国纽约。

## 经历
1992年，毕业于上海音乐学院声乐系。
1992年，法国第十九届巴黎国际声乐大赛中，黄英从来自36个国家100多名选手中脱颖而出，获得第二名。同年應邀与法国图鲁兹国立交响乐团合作，被欧洲媒体称赞为“中国飞来的夜莺”。
普契尼的歌剧《蝴蝶夫人》在国际上选拔主角蝴蝶夫人的演出者，黄英战胜200余位参选者，最终获选，一举成名。
1998年－1999年，明朝剧作家汤显祖的名剧《牡丹亭》当代世界巡演，黄英首演杜丽娘。

## 评价
- 《纽约时报》：“黄英柔和优美的音色是最适合演唱莫扎特音乐风格的歌唱家”。
- 《华尔街日报》评：“黄英丝绸般的音色对杜丽娘角色的诠释是歌剧《牡丹亭》最吸引人的一部分”。

## 作品
- 《蝴蝶夫人》
- 《意大利咏叹调歌曲集》
- 《苦恋》
- 《一定会胜利》